# Jack Straw (música)
Jack Straw é uma canção de rock escrita por Bob Weir e Robert Hunter. A faixa apareceu no álbum Europe '72, da  Grateful Dead, sendo frequentemente tocada ao vivo pela banda.
A música foi apresentada pela primeira vez em concerto em 19 de outubro de 1971, em Minneapolis, Minnesota, no primeiro show do tecladista Keith Godchaux com a banda. Nas primeiras apresentações da música (c. 1971-1972), Weir cantou todos os vocais. Na turnê Europe 72 no Teatro Olympia em Paris em 5 de março de 1972, Weir e Jerry Garcia começaram a mudar os vocais.[carece de fontes?]
Bob Weir afirmou em uma entrevista em 2004 que as letras da música eram parcialmente baseadas no romance de John Steinbeck, Of Mice and Men.
O álbum de tributo à Grateful Dead, Deadicated, contém uma versão de "Jack Straw" gravada por Bruce Hornsby and the Range.